# Leaskoveț, Bulgaria
Leaskoveț (în bulgară Лясковец) este un oraș în comuna Leaskoveț, regiunea Veliko Tărnovo în partea de nord a Bulgariei. 

## Demografie
Componența etnică a orașului Leaskoveț
     Bulgari (90,04%)
     Turci (1,82%)
     Romi (1,28%)
     Nicio identificare (6,45%)
     Altele (0,38%)
La recensământul din 2011, populația orașului Leaskoveț era de 8.225 locuitori. Din punct de vedere etnic, majoritatea locuitorilor (90,04%) erau bulgari, existând și minorități de turci (1,82%) și romi (1,28%). Pentru 6,45% din locuitori nu este cunoscută apartenența etnică.